# 宇佐美圭司
宇佐美 圭司（うさみ けいじ、1940年1月29日 - 2012年10月19日）は日本の画家。大阪府吹田市出身。

## 経歴
大阪府吹田市生まれ。父の転勤により和歌山市へ移住し、小中学校期を同地で過ごす。
1953年に家族とともに大阪に転居し大阪市立田辺中学校に編入。
1958年、大阪府立天王寺高校卒業。東京藝術大学を受験するが不合格となり、東京に居をかまえ独学で創作を開始。
1963年、南画廊（東京・日本橋）で初個展。
1965年、「新しい日本の絵画と彫刻」展（MoMA、NY）出品。この年に見つけた『ライフ』誌上のワッツ暴動の写真から抜き出した4人の人型を、翌年の自作に用いる。
1967年、第5回パリ青年ビエンナーレ（パリ市立近代美術館）、1972年、第36回ヴェネツィア・ビエンナーレ参加、他多数。
1970年、「Expo'70」鉄鋼館では美術監督を務めた。
1989年、第22回日本芸術大賞を受賞。
2002年、芸術選奨文部科学大臣賞を受賞。
2012年3月に開催された個展「制動・大洪水」（大岡信ことば館）が最後の展覧会となった。
多摩美術大学助教授、武蔵野美術大学教授、京都市立芸術大学教授などを歴任。
2012年10月19日、72歳で死去。死因は心不全・食道がん。

## 作品

### 絵画
- 還元 No.2（1963年）（東京国立近代美術館蔵）
- 作品 1963年4月17日（1963年）（新潟市美術館蔵）
- アクション・フィールド（1964年）（国立国際美術館蔵）
- ハード・トレーニング（1964年）（大原美術館蔵）
- ジョイント（1968年）（大原美術館蔵）
- ゴースト・プランNo.1（1969年）（セゾン現代美術館蔵）
- Exchange No.1（1971年）（国立国際美術館蔵蔵）
- ゴーストプラン・イン・プロセスⅠ〜Ⅳ（1972年）（目黒区美術館蔵）
- 積層 No.1（1974年）（東京国立近代美術館蔵）
- 積層 No.2（1974年）（国立国際美術館蔵）
- プロフィールのこだま：積層（1976年）（目黒区美術館蔵）
- やがて総ては一つの円の中にNo.2（1982年）（大原美術館蔵）
- やがて総ては一つの円の中にNo.3（1982年）（セゾン現代美術館蔵）
- 霧の街に沈む（1984年）（新潟市美術館蔵）
- ビッグ・バン（1987年）（愛知県美術館蔵）
- 半透明吹き抜け屋台（1988年）（京都国立近代美術館蔵）
- 時の橋を渡る（1988年）（セゾン現代美術館蔵）
- 三十三間堂呼吸（1988年）（大原美術館蔵）
- きのこ雲の上で（1988年）（広島市現代美術館蔵）
- どこで生きていますかと問われて洛中洛外と答える（1991年）（セゾン現代美術館蔵）
- 杜子春（1991年）（セゾン現代美術館蔵）
- 煉獄・泡の塔（1994-97年）（セゾン現代美術館蔵）
- ドーム・内なる外（1997年）（東京国立近代美術館蔵）
- 道行きNo.1（1997年）（セゾン現代美術館蔵）
- 旅・After Hiroshima（2005年）（セゾン現代美術館蔵）
- 大洪水へ（2007年）（セゾン現代美術館蔵）
- 制動・大洪水（2011-12年）（セゾン現代美術館蔵）

### 壁画
- 東京大学生協中央食堂壁画作品《きずな》（1977年） - 東大生協創立30周年記念事業の一環で、募金の使途として、高階秀爾（同大学名誉教授・当時文学部教授）の推薦で制作を依頼し、寄贈された作品だが、2017年9月14日、建物改修工事に伴い、価値が認識されなかったことや手違いなどで廃棄処分された[4]。関係者は保存については指示されていたものの情報共有がなく、「壁面に固定されていて移設不可能だった」などと釈明をしている。
- 慶応義塾大学図書館ロビー壁画作品《やがて、すべてが一の円の中に》の ための 1/9 カルトン No.2（1982年）
- 御坊市文化会館壁画作品《グラデーション・時の廻廊》（1984年）
- 倉敷中央病院壁画作品《半透明吹き抜け屋台 No.1》（1988年）
- 三重県総合文化センター壁画作品（1994年）
- 三共株式会社研修センター壁画作品（1995年）[5]

## 著作
- 『絵画論―描くことの復権』筑摩書房、1980年 ISBN 978-4-480-87044-5
- 『線の肖像―現代美術の地平から』小沢書店、1980年
- 『デュシャン（20世紀思想家文庫〈13〉）』岩波書店、1984年 ISBN 9784000044134
- 『記号から形態へ―現代絵画の主題を求めて』筑摩書房、1985年
- 『絵画の方法』小沢書店、1994年 ISBN 978-4755150289
- 『心象芸術論』新曜社、1994年 ISBN 978-4788504738
- 『20世紀美術』岩波書店、1994年 ISBN 978-4-00-430337-4
- 『絵画空間のコスモロジー―宇佐美圭司作品集 ドゥローイングを中心に』美術出版社 1999年 ISBN 978-4568103229
- 『廃墟巡礼―人間と芸術の未来を問う旅』平凡社、2000年 ISBN 978-4582850376